# John Emery
John Emery, född 20 maj 1905, död 16 november 1964, var en amerikansk skådespelare, manusförfattare och radioprogramledare.
Emery hade biroller i en rad filmer på scen och film, ofta i listiga och förrädiska karaktärer. Han var 1937-1941 gift med skådespelerskan Tallulah Bankhead.
Bland hans mer kända filmer märks Min ande på villovägar (1941), Trollbunden (1945) och Jeanne d'Arc (1948).

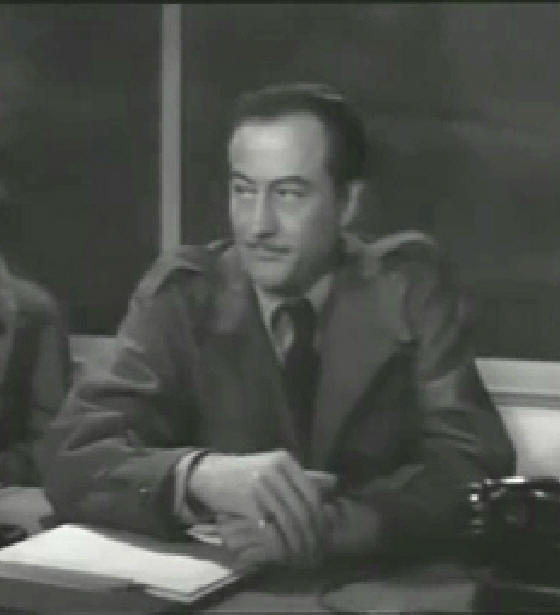
John Emery i en bildruta ifrån Rocketship X-M (1950)